# Justyna Kowalczyk-Tekieli
Justyna Maria Kowalczyk-Tekieli , née le 19 janvier 1983 à Limanowa, est une fondeuse polonaise. Elle est l'une des meilleures fondeuses de l'histoire. Elle a remporté cinq médailles olympiques dont deux titres en 2010 et 2014, huit médailles aux Championnats du monde dont deux titres, tous deux obtenus lors de l'édition 2009 de Liberec, et quatre gros globes de cristal en 2009, 2010, 2011 et 2013. Elle compte soixante-quatre podiums dont trente-et-une victoires individuelles depuis 2006 (unique Polonaise à avoir remporté une épreuve de Coupe du monde). Elle présente l'un des plus beaux palmarès du ski de fond où seul le Nordic Opening manque à son palmarès malgré deux podiums. Elle est élue sportive polonaise de l'année en 2009, 2010, 2011, 2012 et 2013.

## Biographie

### Carrière

#### Débuts
Kowalczyk démarre au niveau international en 2000 à l'occasion des Championnats du monde junior. L'année suivante, elle prend son premier départ en Coupe du monde à Cogne. Elle est médaillée d'argent en sprint aux Championnats du monde junior de 2003. Cette année, elle est sélectionnée pour les Championnats du monde à Val di Fiemme.

#### 2005: Suspension
Lors des Championnats du monde de 2005 à Oberstdorf en Allemagne, Kowalczyk participe à quatre épreuves avant d'être ensuite disqualifié. Ceci fait suite à un contrôle positif à la dexaméthasone lors d'une compétition mineure sur le même site le 23 janvier 2005. La dexaméthasone est une substance qui est autorisé hors compétition mais interdit en compétition. Il agit comme un anti-inflammatoire et un immunosuppresseur. Kowalczyk a utilisé la substance pour soulager une douleur au niveau du tendon d'Achille.
Le 13 juin 2005, la commission dédiée au dopage de la FIS impose à Kowalczyk une suspension de deux ans (du 23 janvier 2005 au 22 janvier 2007). Fin juin 2005, la FIS a déterminé que, depuis la dexaméthasone était un glucocorticostéroïde, elle a été classée comme une substance inscrite sur la liste des substances interdites de l'Agence mondiale antidopage, et donc la période de suspension pour la première infraction est au maximum d'un an. La FIS réduit donc la suspension à un an.
Kowalczyk fait ensuite appel devant la Tribunal arbitral du sport (TAS) qui juge que Kowalczyk n'a pas utilisé la dexaméthasone pour améliorer ses performances sportives. Elle admet avoir agi par négligence, mais cela ne justifie pas un an de suspension. Selon le TAS, une période de suspension réduite qui se termine le 8 décembre 2005 (le jour de l'audience), serait la décision la mieux proportionnée.

#### 2006-2008: premiers succès
Il faut attendre janvier 2006, pour qu'elle figure sur un podium de Coupe du monde, avec une troisième place au 10 km classique d'Otepää. C'est au même endroit et sous le même format de course qu'elle signe son premier succès un an plus tard. Entre-temps, elle a remporté une médaille de bronze au 30 km des Jeux olympiques de Turin en février 2006 seulement dominée au sprint par Katerina Neumannova et Julija Tchepalova. Il s'agit du premier podium olympique pour son pays en ski de fond.

#### 2009-2013: titres en Coupe du monde, aux Jeux olympiques et Championnats du monde
En février 2009, elle prend part à ses quatrièmes championnats du monde. Lors de cette édition des Mondiaux, elle obtient sa médaille avec celle de bronze obtenue lors du 10 km classique, alors qu'elle est citée comme favorite. Ensuite, elle connait son premier grand succès en carrière, en remportant la médaille d'or sur la poursuite (7,5 km en classique + 7,5 km libre) en battant dans la fin de course la Norvégienne Kristin Størmer Steira. Pour finir, elle remporte un second titre mondial sur le trente kilomètres libre.
Aux Jeux olympiques d'hiver de 2010, elle remporte la médaille d'argent sur le sprint classique derrière Marit Bjørgen avant de gagner celle de bronze lors de la poursuite quinze kilomètres où elle prive Kristin Størmer Steira d'une médaille au sprint final.
Le 27 février 2010, elle remporte le premier titre olympique de sa carrière lors de la dernière épreuve féminine, le trente kilomètres classique où elle bat au sprint sa nouvelle rivale Marit Bjørgen qui cherchait à remporter une quatrième médaille d'or durant ces Jeux. La raison de ces succès vient possiblement des nombreuses heures passées à l'entraînement par Kowalczyk qui accumule 200 jours de camp par an.
Lors du Tour de ski 2010-2011, elle gagne quatre étapes et tient face à Therese Johaug pour remporter pour la deuxième fois après 2009 la course. Surtout cela contribue à son troisième succès de rang au classement général de la Coupe du monde. Lors des Championnats du monde à Oslo, elle est battue deux fois par la favorite locale Marit Bjørgen sur le dix kilomètres classique et le skiathlon (médaille d'argent) et gagne aussi la médaille de bronze au trente kilomètres libre.
Pour entamer la saison 2011-2012, elle est cinquième du Nordic Opening, mais revient au sommet avec une victoire au dix kilomètres classique de Rogla. Sur le Tour de ski, elle de nouveau dominatrice avec notamment trois victoires à Oberhof et la victoire finale. Elle réalise, peu après, le doublé à Otepää (sprint et dix kilomètres classique), puis gagne le sprint de Moscou et pour finir le dix kilomètres à Szklarska Poreba, devant ses supporters pour son unique victoire en Pologne dans l'élite. Cependant, elle doit abandonner le titre de la Coupe du monde à Marit Bjørgen, Kowalczyk finissant cinquième des Finales à Falun.
En 2012-2013, elle continue avec son habitude sur le Tour de ski, gagnant cinq étapes (portant son total à 14) et son quatrième succès final. Aux Championnats du monde à Val di Fiemme, elle doit attendre l'ultime épreuve, le trente kilomètres classique pour glaner une médaille, qui est d'argent, Marit Bjørgen battant Kowalczyk de 3,7 secondes. Cet hiver voit la polonaise finir pour la quatrième fois en tête du classement général de la Coupe du monde (record partagé avec Bjørgen).

### 2014: un deuxième titre olympique
Durant la saison 2013-2014, elle débute par deux victoires d'étapes sur le Ruka Triple (Nordic Opening) qu'elle finit au quatrième rang puis gagne le dix kilomètres classique de Lillehammer et le sprint d'Asiago. Ensuite, elle décide de ne pas prendre le départ du Tour de ski, car mécontente du remplacement d'une course en style classique par un sprint libre, programme pouvant défavoriser la Polonaise spécialiste de la technique classique. Ensuite, lors des Jeux olympiques de Sotchi, elle obtient le titre olympique (son deuxième en carrière) sur le 10 km classique devant Charlotte Kalla malgré une légère fracture au pied contractée deux semaines auparavant. Elle abandonne ensuite sur le 30 km. Priviligiant sa rééducation, elle met à terme à sa saison qu'elle occupe à la douzième position finale. En juin 2014, elle révèle qu'elle souffre d'une dépression depuis plus d'un an et demi.
Avant le début de la saison 2014-2015, a annoncé vouloir poursuivre sa carrière au moins jusqu'en 2018, année olympique, ayant retrouvé de la motivation. Elle obtient son meilleur résultat de la saison 2015 lors des Mondiaux de Falun lors du sprint par équipes avec Sylwia Jaśkowiec avec une médaille de bronze. Quelques jours plus tard, début mars, elle ajoute un succès important dans sa carrière en s'imposant sur la Vasaloppet, grande course de ski en marathon. Elle gagne aussi la renommée Birkebeinerrennet en 2017, 2018 et 2019. En 2015 et 2016, elle affiche aucun podium individuel dans la Coupe du monde a son compteur pour la première fois depuis de nombreuses années (13e et 16e du classement général respectivement).
En 2017, elle ajoute un 31e succès (50 en comptant les étapes de tours) à sa collection dans la Coupe du monde à l'occasion du skiathlon disputé sur la future piste des Jeux olympiques de Pyeongchang, à Alpensia.
Aux Jeux olympiques d'hiver de 2018, pour sa quatrième participation, elle est 22e du sprint classique, 17e du skiathlon, 14e du trente kilomètres classique, septième du sprint par équipes et dixième du relais.
En 2019, elle est présente pour sa dernière sélection en équipe nationale aux Championnats du monde à Seefeld. Depuis qu'elle a quitté le circuit de Coupe du monde, elle a pris les rênes de l'équipe nationale féminine polonaise en compagnie de son entraîneur Aleksander Wierietielny.

### Vie personnelle
En 2014, elle soutient avec succès sa thèse de doctorat, qui a pour thème l'entraînement et la technique du skieur de fond, à la faculté des sciences physiques de Cracovie.
Elle se marie en septembre 2020 avec le grimpeur Kacper Tekieli (en) avec lequel elle a un enfant. Tekieli meurt en mai 2023 des suites d'une avalanche sur le Jungfrau.

## Palmarès

### Jeux olympiques d'hiver

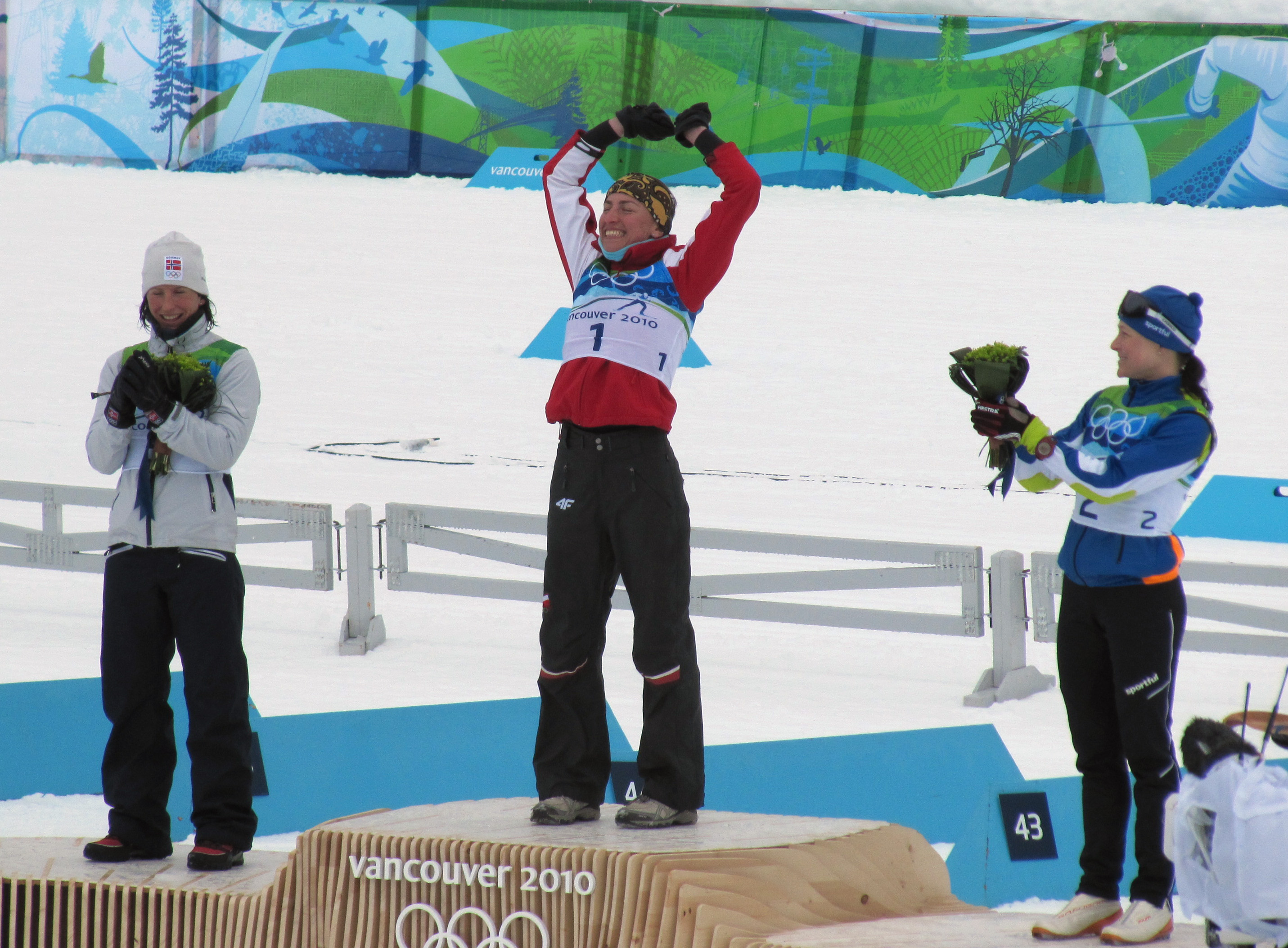
Justyna Kowalczyk médaille d'or sur le 30 km des Jeux olympiques de Vancouver.

Justyna Kowalczyk participe à trois éditions des Jeux olympiques. Lors de la première participation, en 2006, elle remporte une médaille de bronze sur le 30 kilomètres. Quatre ans plus tard, elle remporte son premier titre olympique, toujours sur la distance du 30 kilomètres. Elle remporte également une médaille d'argent sur le sprint classique, et une médaille de bronze, sur le skiathlon. En 2014, elle remporte un deuxième titre olympique en s'imposant sur le 10 kilomètres classique.
| Épreuve / Édition   | Sprint                           | Sprint                             | 10 km                            | 10 km                            | Poursuite / Skiathlon 2 × 7,5 km    | 30 km                               | Relais | Relais   |
| Épreuve / Édition   | libre                            | classique                          | libre                            | classique                        | Poursuite / Skiathlon 2 × 7,5 km    | 30 km                               | Sprint | 4 × 5 km |
| JO 2006 Turin       | 44e                              | Épreuve inexistante à cette date   | Épreuve inexistante à cette date | DNF                              | 8e                                  | Médaille de bronze, Jeux olympiques | —      | —        |
| JO 2010 Vancouver   | Épreuve inexistante à cette date | Médaille d'argent, Jeux olympiques | 5e                               | Épreuve inexistante à cette date | Médaille de bronze, Jeux olympiques | Médaille d'or, Jeux olympiques      | —      | —        |
| JO 2014 Sotchi      | —                                | Épreuve inexistante à cette date   | Épreuve inexistante à cette date | Médaille d'or, Jeux olympiques   | 6e                                  | DNF                                 | 5e     | 7e       |
| JO 2018 Pyeongchang | Épreuve inexistante à cette date | 22e                                | —                                | Épreuve inexistante à cette date | 17e                                 | 14e                                 | 7e     | 10e      |

Légende :
- : première place, médaille d'or
- : deuxième place, médaille d'argent
- : troisième place, médaille de bronze
- : pas d'épreuve
- — : épreuve non disputée par Kowalczyk
- DNF : abandon

### Championnats du monde
Justyna Kowalczyk a remporté huit médailles aux Championnats du monde dont deux titres en 2009 en poursuite et sur le 30 km. En 2005, elle est disqualifiée pour utilisation de dexaméthasone qui est un produit interdit et est suspendue un an.
| Épreuve / Édition           | Sprint                           | Sprint                           | 10 km                            | 10 km                            | Poursuite / Skiathlon 2 × 7,5 km | 30 km                            | Relais                           | Relais   |
| Épreuve / Édition           | libre                            | classique                        | libre                            | classique                        | Poursuite / Skiathlon 2 × 7,5 km | 30 km                            | Sprint                           | 4 × 5 km |
| Mondiaux 2003 Val di Fiemme | 31e                              | Épreuve inexistante à cette date | —                                | 48e                              | —                                | Épreuve inexistante à cette date | Épreuve inexistante à cette date | —        |
| Mondiaux 2005 Oberstdorf    | Épreuve inexistante à cette date | DSQ                              | DSQ                              | Épreuve inexistante à cette date | DSQ                              | DSQ                              | —                                | —        |
| Mondiaux 2007 Sapporo       | Épreuve inexistante à cette date | 17e                              | 18e                              | Épreuve inexistante à cette date | 9e                               | DNF                              | —                                | —        |
| Mondiaux 2009 Liberec       | —                                | Épreuve inexistante à cette date | Épreuve inexistante à cette date | Médaille de bronze, monde        | Médaille d'or, monde             | Médaille d'or, monde             | —                                | 6e       |
| Mondiaux 2011 Oslo          | 5e                               | Épreuve inexistante à cette date | Épreuve inexistante à cette date | Médaille d'argent, monde         | Médaille d'argent, monde         | Médaille de bronze, monde        | —                                | 8e       |
| Mondiaux 2013 Val di Fiemme | Épreuve inexistante à cette date | 6e                               | —                                | Épreuve inexistante à cette date | 5e                               | Médaille d'argent, monde         | —                                | 9e       |
| Mondiaux 2015 Falun         | Épreuve inexistante à cette date | 4e                               | —                                | Épreuve inexistante à cette date | —                                | 17e                              | Médaille de bronze, monde        | 5e       |
| Mondiaux 2017 Lahti         | —                                | Épreuve inexistante à cette date | Épreuve inexistante à cette date | 8e                               | —                                | —                                | 9e                               | 8e       |
| Mondiaux 2019 Seefeld       | —                                | Épreuve inexistante à cette date | Épreuve inexistante à cette date | —                                | —                                |                                  | 10e                              | 13e      |

Légende :
- : première place, médaille d'or
- : deuxième place, médaille d'argent
- : troisième place, médaille de bronze
- : pas d'épreuve
- — :  Épreuve non disputée par Kowalczyk
- DSQ : disqualifiée
- DNF : abandon

### Coupe du monde

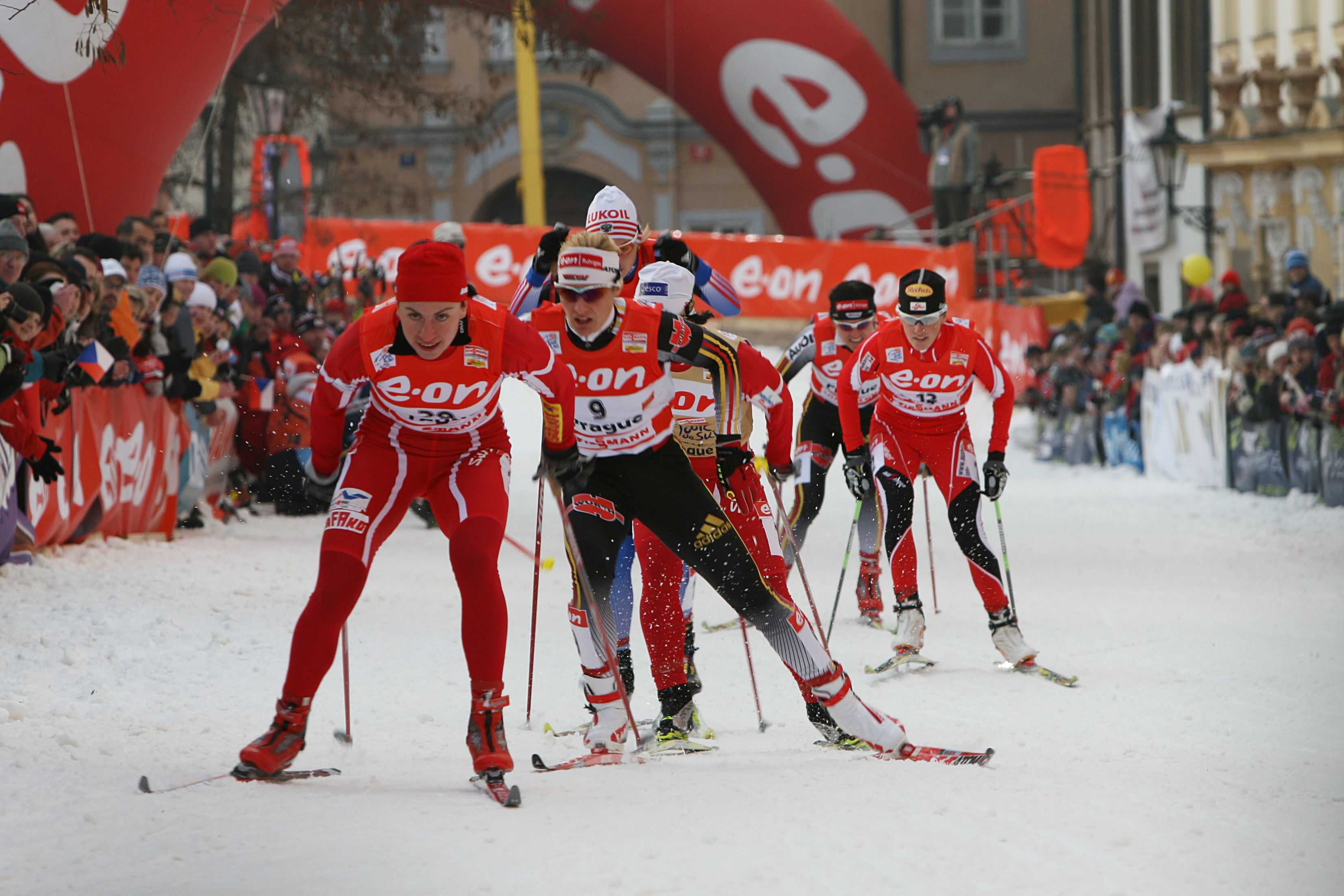
Justyna Kowalczyk (29) en quart de finale de Tour de Ski à Prague.

- 4 gros globes de cristal en 2009, 2010, 2011 et 2013.
- 5 petits globes de cristal :
  - Vainqueur du classement du sprint en 2010.
  - Vainqueur du classement de la distance en 2009, 2010, 2011 et 2013.
- 65 podiums : 
  - 64 podiums en épreuve individuelle : 31 victoires, 22 deuxièmes places et 11 troisièmes places.
  - 1 podium en épreuve par équipes.

#### Courses à étapes
- Gagnante des Finales en 2009.
- Gagnante du Tour de ski en 2010, 2011, 2012 et 2013.
- 40 podiums sur des étapes : 19 victoires, 11 deuxièmes places et 10 troisièmes places.

#### Classements en Coupe du monde
Justyna Kowalczyk a remporté le gros globe de cristal à quatre reprises en 2009, 2010, 2011 et 2013 auxquels s'ajoutent cinq petits globes de cristal dont un en sprint et quatre en distance. Dans les circuits intégrés à la Coupe du monde, elle a remporté à une reprise les Finales (2009) et à quatre reprises le Tour de ski (2010, 2011, 2012 et 2013). Seul le Nordic Opening ne figure pas à son palmarès malgré deux podiums en 2011 et 2013.
| Saison / Épreuve | Saison / Épreuve | Général | Général | Distance | Distance | Sprint | Sprint | Tour de ski depuis 2007 | Finales depuis 2008              | Nordic Opening depuis 2011 | Ski Tour Canada depuis 2016      |
| ---------------- | ---------------- | ------- | ------- | -------- | -------- | ------ | ------ | ----------------------- | -------------------------------- | -------------------------- | -------------------------------- |
| Saison / Épreuve | Saison / Épreuve | Class.  | Points  | Class.   | Points   | Class. | Points | Tour de ski depuis 2007 | Finales depuis 2008              | Nordic Opening depuis 2011 | Ski Tour Canada depuis 2016      |
| 2002             | 2002             | 103e    | 1       | -        | -        | 73e    | 1      |                         |                                  |                            |                                  |
| 2003             | 2003             | 88e     | 8       | -        | -        | 61e    | 8      |                         |                                  |                            |                                  |
| 2004             | 2004             | 46e     | 88      | 42e      | 51       | 38e    | 37     |                         |                                  |                            |                                  |
| 2005             | 2005             | 44e     | 98      | 30e      | 76       | 44e    | 22     |                         |                                  |                            |                                  |
| 2006             | 2006             | 13e     | 392     | 17e      | 225      | 17e    | 167    |                         |                                  |                            |                                  |
| 2007             | 2007             | 8e      | 484     | 10e      | 252      | 17e    | 136    | 11e                     |                                  |                            |                                  |
| 2008             | 2008             | 3e      | 1096    | 3e       | 661      | 8e     | 301    | 7e                      | 2e                               |                            |                                  |
| 2009             | 2009             | 1re     | 1812    | 1re      | 1004     | 4e     | 408    | 4e                      | 1re                              |                            |                                  |
| 2010             | 2010             | 1re     | 2064    | 1re      | 929      | 1re    | 575    | 1re                     | 2e                               |                            |                                  |
| 2011             | 2011             | 1re     | 2073    | 1re      | 1039     | 5e     | 314    | 1re                     | 2e                               | 2e                         |                                  |
| 2012             | 2012             | 2e      | 2419    | 2e       | 1324     | 4e     | 515    | 1re                     | 5e                               | 5e                         |                                  |
| 2013             | 2013             | 1re     | 2027    | 1re      | 1027     | 2e     | 430    | 1re                     | Non terminé                      | 2e                         |                                  |
| 2014             | 2014             | 12e     | 618     | 7e       | 348      | 13e    | 170    | —                       | —                                | 4e                         |                                  |
| 2015             | 2015             | 13e     | 411     | 13e      | 292      | 33e    | 67     | Abandon                 | Épreuve inexistante à cette date | 10e                        |                                  |
| 2016             | 2016             | 16e     | 598     | 13e      | 350      | 35e    | 52     | 23e                     | Épreuve inexistante à cette date | 11e                        | 9e                               |
| 2017             | 2017             | 21e     | 404     | 14e      | 300      | 27e    | 80     | —                       | —                                | 19e                        | Épreuve inexistante à cette date |
| 2018             | 2018             | 54e     | 106     | 49e      | 45       | 41e    | 47     | —                       | —                                | 24e                        | Épreuve inexistante à cette date |

#### Détail des victoires
| Épreuve / Édition | Sprint | Sprint          | 10 km   | 10 km                         | Poursuite / Skiathlon 2 × 7,5 km | 30 km   | 30 km     | 15 km | Tour de ski ou Finales ou Nordic Opening |
| Épreuve / Édition | libre  | classique       | libre   | classique                     | Poursuite / Skiathlon 2 × 7,5 km | libre   | classique | 15 km | Tour de ski ou Finales ou Nordic Opening |
| 2006-07           |        |                 |         | Otepää                        |                                  |         |           |       |                                          |
| 2007-08           |        |                 |         |                               | Canmore                          |         |           |       |                                          |
| 2008-09           |        |                 | Lahti   | Otepää Valdidentro            | Vancouver                        |         |           |       | Finales                                  |
| 2009-10           |        | Kuusamo Canmore |         | Otepää                        | Rybinsk                          |         |           | Rogla | Tour de ski                              |
| 2010-11           |        |                 | Rybinsk | Rybinsk                       |                                  |         |           |       | Tour de ski                              |
| 2011-12           | Moscou | Otepää          |         | Rogla Otepää Szklarska Poręba |                                  |         |           |       | Tour de ski                              |
| 2012-13           |        | Drammen Davos   |         | Canmore Lahti                 |                                  | Canmore | Canmore   |       | Tour de ski                              |
| 2013-14           |        | Asiago          |         | Lillehammer Szklarska Poręba  |                                  |         |           |       |                                          |
| 2016-17           |        |                 |         |                               | Pyeongchang                      |         |           |       |                                          |

#### Victoires d'étapes
Elle compte notamment quatorze victoires d'étapes sur le Tour de ski.
| Numéro | Date             | Lieu            | Discipline                                   | Course à étapes          |
| ------ | ---------------- | --------------- | -------------------------------------------- | ------------------------ |
| 1.     | 2 janvier 2010   | Oberhof         | 10 kilomètres classique                      | Tour de ski 2010         |
| 2.     | 7 janvier 2010   | Cortina–Toblach | 5 kilomètres classique                       | Tour de ski 2010         |
| 3.     | 19 mars 2010     | Falun           | 2,5 kilomètres classique / prologue          | Finales                  |
| 4.     | 31 décembre 2010 | Oberhof         | 2,5 kilomètres libre / prologue              | Tour de ski 2010-2011    |
| 5.     | 1er janvier 2011 | Oberhof         | 10 kilomètres classique en poursuite         | Tour de ski 2010-11      |
| 6.     | 6 janvier 2011   | Cortina–Toblach | 16 kilomètres libre en poursuite             | Tour de ski 2010-11      |
| 7.     | 8 janvier 2011   | Val di Fiemme   | 10 kilomètres classique avec départ en masse | Tour de ski 2010-11      |
| 8.     | 29 décembre 2011 | Oberhof         | 2,5 kilomètres libre / prologue              | Tour de ski 2011-2012    |
| 9.     | 30 décembre 2011 | Oberhof         | 10 kilomètres classique en poursuite         | Tour de ski 2011-12      |
| 10.    | 31 décembre 2011 | Oberstdorf      | Sprint classique                             | Tour de ski 2011-12      |
| 11.    | 7 janvier 2012   | Val di Fiemme   | 10 kilomètres classique avec départ en masse | Tour de ski 2011/12      |
| 12.    | 17 mars 2012     | Falun           | 10 kilomètres classique avec départ en masse | Finales                  |
| 13.    | 30 décembre 2012 | Oberhof         | 9 kilomètres classique en poursuite          | Tour de ski 2012-2013    |
| 14.    | 3 janvier 2013   | Toblach-Cortina | 15 kilomètres libre en poursuite             | Tour de ski 2012-13      |
| 15.    | 4 janvier 2013   | Toblach         | 3 kilomètres classique                       | Tour de ski 2012-13      |
| 16.    | 5 janvier 2013   | Val di Fiemme   | 10 kilomètres classique avec départ en masse | Tour de ski 2012-13      |
| 17.    | 20 mars 2013     | Stockholm       | Sprint classique                             | Finales                  |
| 18.    | 29 novembre 2013 | Kuusamo         | Sprint classique                             | Nordic Opening 2012-2013 |
| 19.    | 30 novembre 2013 | Kuusamo         | 5 kilomètres classique                       | Nordic Opening 2013      |

### Championnats du monde junior
En trois participations aux Championnats du monde juniors, Justyna Kowalczyk n'a remporté aucune médaille, son meilleur résultat est une quatorzième place sprint en style libre en 2002 à Schonach.
| Épreuve / Édition           | Sprint | Sprint                           | 5 km                             | 5 km                             | 15 km classique                  | Relais                           |
| Épreuve / Édition           | libre  | classique                        | libre                            | classique                        | 15 km classique                  | Relais                           |
| Mondiaux 2000 Strbske Pleso | 41e    | Épreuve inexistante à cette date | 58e                              | Épreuve inexistante à cette date | Épreuve inexistante à cette date | Épreuve inexistante à cette date |
| Mondiaux 2001 Karpacz       | 30e    | Épreuve inexistante à cette date | Épreuve inexistante à cette date | 48e                              | Épreuve inexistante à cette date | Épreuve inexistante à cette date |
| Mondiaux 2002 Schonach      | 14e    | Épreuve inexistante à cette date | 36e                              | Épreuve inexistante à cette date | 16e                              | Épreuve inexistante à cette date |

### Ski de marathon
- 6 victoires dans les courses de Ski Classics[20] :
  - Vasaloppet 2015.
  - Årefjällsloppet 2016.
  - Birkebeinerrennet 2017, 2018 et 2019.
  - Reistadløpet 2017.

Elle gagne également la Bieg Piastów en 2017 et 2019, le Fossavatn Ski Marathon en 2016 et la Ushaïa Loppet en 2015 entre autres.

## Honneurs et distinctions
Justyna Kowalczyk est élue Sportive polonaise de l'année en 2009, 2010, 2011, 2012 et 2013.
Elle a reçu la médaille de l'Ordre Polonia Restituta en 2009.